# Дудыкин, Евгений Петрович
Евгений Петрович Дудыкин (1924—1943) — участник Великой Отечественной войны, сапёр сапёрного взвода 592-го стрелкового полка 203-й стрелковой дивизии 12-й армии Юго-Западного фронта, рядовой. Герой Советского Союза (1944).

## Биография
Родился 25 декабря 1924 года на хуторе Надежевка Тацинского района Ростовской области в семье крестьянина. Русский.
Член ВЛКСМ. Окончив начальную среднюю школу, работал в колхозе.
В июле 1942 года немецкие войска подошли к родному хутору Дудыкина. Юноше поручили угнать в тыл коров, но сделать этого не удалось. Вскоре Дудыкин встретил группу из 56 раненных советских солдат, попавших в окружение. Рискуя жизнью, Дудыкин вывел за линию фронта всю группу, за что был награждён Грамотой ЦК ВЛКСМ.
Во время оккупации Дудыкин как мог, сражался с врагом. Он подобрал несколько мин, оставленных нашими сапёрами при отступлении, а ночью установил их на дороге у хутора. На его «сюрпризах» подорвались 2 грузовика.
В начале 1943 года наступавшие советские войска освободили Надежевку. Дудыкин упросил командира части зачислить его в боевой солдатский строй. От родного хутора и начался его боевой путь.
Особенно проявил себя сапёр Дудыкин в боях на Северском Донце у села Богородичного. В те дни выбыли из строя многие его товарищи, и Дудыкин в течение одной ночи обезвредил около 200 вражеских мин и тем самым проделал для наступавших несколько проходов в минном поле противника.
После тяжёлых боёв в Донбассе 592-й стрелковый полк 203-й стрелковой дивизии достиг Днепра. Реку необходимо было форсировать с ходу. Ночью быстро подобрали рыбачьи лодки. На одной из них 27 сентября 1943 года в районе села Петро-Свистуново Вольнянского района Запорожской области ушла к правому берегу и группа сапёров с Дудыкиным.
Как только лодка упёрлась в берег, Дудыкин быстро сориентировался в темноте и тут же обнаружил минное поле. А гитлеровцы открыли сильный огонь по десантникам. В исключительно трудных условиях сапёр снял несколько десятков мин и открыл дорогу к вражеским траншеям. Десантники ворвались по этим проходам в оборону противника и в рукопашной схватке овладели его первыми траншеями. Плацдарм был завоёван.
Противник предпринимал яростные контратаки. 2 октября 1943 года гитлеровцы бросили на наши позиции танки и автоматчиков. Перед этим по плацдарму обрушила огонь вражеская артиллерия. Командир взвода приказал Дудыкину поставить на танкоопасном направлении мины. Когда первые танки достигли заминированного участка, 2 головных «тигра» подорвались на «сюрпризах» Дудыкина. Остальные машины попятились. Атака захлебнулась. Много дней шла борьба за плацдарм. Советские воины не только удержали его, но и значительно расширили.
После этого полк, в котором воевал Дудыкин, был переброшен в район Запорожья. Там снова пришлось форсировать Днепр. 30 октября 1943 года сапёр Дудыкин погиб в бою.
Указом Президиума Верховного Совета СССР от 19 марта 1944 года за образцовое выполнение боевых заданий командования на фронте борьбы с немецко-фашистскими захватчиками и проявленные при этом отвагу и геройство рядовому Евгению Петровичу Дудыкину было посмертно присвоено звание Героя Советского Союза с вручением ордена Ленина и медали «Золотая Звезда»».
Похоронен Герой в братской могиле в городе Запорожье вблизи плотины Днепрогэса.

## Награды
- Награждён орденом Ленина, орденом Красной Звезды, двумя медалями «За отвагу»[2].
- Медаль «Золотая Звезда» Героя Советского Союза № 7994 (19.03.1944).[3]
- Орден Ленина (19.03.194).[3]
- Орден Красной Звезды (26.10.1943)[4]
- Медаль «За отвагу» (10.09.1943)[5]
- Медаль «За отвагу»

## Память
- Именем Героя названа улица в городе Запорожье.
- Приказом Министра обороны СССР Е.П. Дудыкин навечно зачислен в списки личного состава воинской части.
- Главная улица в хуторе Надежевка носит имя Евгения Дудыкина, а около школы ему установлен обелиск[6].
- Мемориальная доска в память о Дудыкине установлена Российским военно-историческим обществом на здании Жирновской средней школы, где он учился.